# Château de Bléneau
Ne doit pas être confondu avec Château de La Grange-Bléneau.
Le château de Bléneau encore appelé château des Courtenay-Bléneau ou Domaine des Courtenay est un château situé à Bléneau, en France.

## Localisation
Le château est situé dans le département français de l'Yonne, sur la commune de Bléneau.

## Historique
Il fut la propriété au Moyen Age de la famille de Courtenay. 
L'édifice est inscrit au titre des monuments historiques en 1994.